# Chirinosbius simplex
Chirinosbius simplex is een hooiwagen uit de familie Cosmetidae.